# بوب يوحنا
بوب يوحنا (بالإنجليزية: Bob John)‏ (3 فبراير 1899 المملكة المتحدة - 17 يوليو 1982 المملكة المتحدة) هو لاعب كرة قدم ويلزي سابق كان يلعب كلاعب وسط.

## روابط خارجية
- بوب يوحنا على موقع قاعدة بيانات كرة القدم.إي يو (الإنجليزية)
- بوب يوحنا على موقع عالم كرة القدم.نت (الإنجليزية)